# Jesús come con pecadores y recaudadores de impuestos

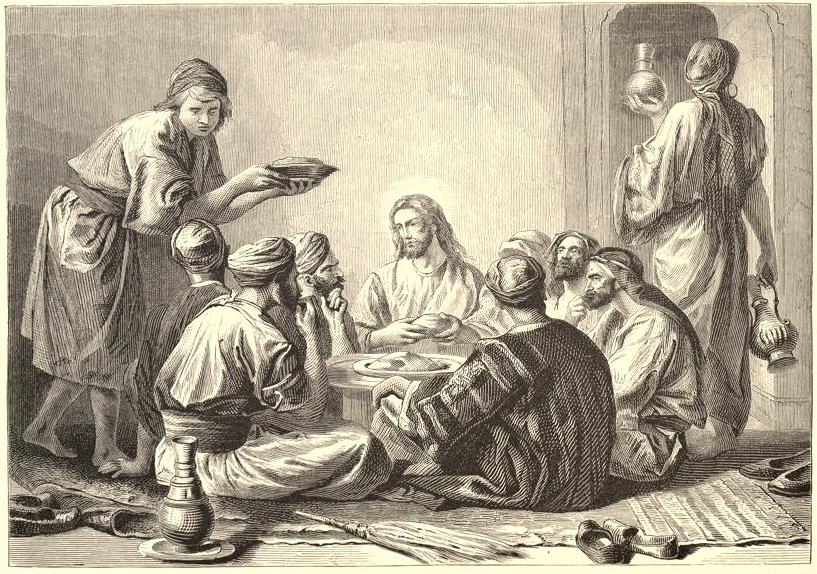
Jesús come con pecadores y publicanos de Alexandre Bida

Esta narración se cuenta en Mateo 9:10-17, Marcos 2:15-22, y Lucas 5:29-39. Los fariseos reprenden a Jesús por comer con pecadores, a lo que Jesús responde: "No son los sanos los que necesitan médico, sino los enfermos".
Jesús muestra misericordia en contraposición al juicio farisaico. La narración ocurre directamente después de la Llamada de Mateo.

## Narrativa
Mientras Jesús cenaba en casa de Mateo, muchos publicanos y pecadores vinieron y comieron con él y sus discípulos. Al ver esto, los fariseos preguntaron a sus discípulos: "¿Por qué come vuestro maestro con publicanos y pecadores?".
Al oír esto, Jesús les dijo: "No son los sanos los que necesitan médico, sino los enfermos. Pero id y aprended lo que esto significa: 'Misericordia quiero y no sacrificios'. Porque no he venido a llamar a justos, sino a pecadores". Esto muestra el hecho de que Jesús ama a todos, incluso a los pecadores, y está dispuesto a perdonar a cualquiera.
Mateo 9:10-13, Nueva Versión Internacional

## Contexto
El recaudador de impuestos en el mundo romano era un funcionario que a menudo era codicioso, y normalmente tomaba el cargo por amor al dinero. Con frecuencia extorsionaban injustamente, especialmente a los pobres. Tales recaudadores de impuestos eran infames entre los judíos. Como señala Cornelio a Lapide, los judíos "sostenían que ellos, como pueblo dedicado a Dios, no debían pagar tributo a los romanos, que eran gentiles e idólatras: porque esto era contrario a la libertad y la dignidad de los hijos de Dios."
Asociarse con recaudadores de impuestos y pecadores era considerado un comportamiento pecaminoso para los judíos. La tradición decía: "Que nadie se junte con el malvado, ni siquiera para llevarlo a la Torá" (Mejilta).

## Comentario
Cornelio a Lapide señala que en este discurso, Jesús debió escuchar la acusación de sus discípulos, ya que evidentemente los fariseos no fueron lo suficientemente audaces como para hacer esta acusación contra Cristo directamente. Jesús les respondió comparándose con un médico, que no se contagia de las enfermedades de los enfermos, sino que supera su enfermedad. Por tanto, no es una desgracia, sino un honor para un médico estar con los enfermos. Así Lapide señala que, Jesús es "un médico de almas enfermas de pecado", y no está contaminado por sus pecados, sino que los cura.
John McEvilly postula que los "pecadores" a los que se refiere la casa de Mateo el Apóstol, eran "o bien judíos que llevaban una vida suelta y disoluta, sin tener en cuenta la ley de Moisés, y vivían a la moda gentil, y posiblemente fueron excomulgados y expulsados de la sinagoga; o bien paganos, que pueden haber estado parando en Cafarnaún". McEvilly cree que estos pecadores probablemente habrían venido a petición de Mateo, o tal vez fueron atraídos por el poder de Jesús, y atraídos por el ejemplo de Mateo. Frederick Farrar sugiere que "los pecadores" se refiere en general a todas "las clases degradadas y desfavorecidas".
Jesús llama a sus seguidores sin discriminar, contrario a las distinciones que realizaban los fariseos. Entre sus llamados, se encuentra un publicano —un recaudador de impuestos para los romanos, oficio mal visto y considerado pecaminoso— conocido como Leví según Marcos, y tradicionalmente identificado como el autor del primer evangelio. La aproximación de Jesús a los pecadores generó controversia, pero Jesús, citando al profeta Oseas, justificó su actitud misericordiosa como reflejo de la voluntad de Dios. Reconocer la propia pecaminosidad es esencial ante Dios, quien busca a todos. Aquellos que se creen justos cierran las puertas a Dios, pues todos necesitamos de Él. La respuesta a la llamada divina requiere más atención y disposición que grandes cualidades.

Lo que a ti te maravilla a mí me parece razonable. —¿Que te ha ido a buscar Dios en el ejercicio de tu profesión? Así buscó a los primeros: a Pedro, a Andrés, a Juan y a Santiago, junto a las redes: a Mateo, sentado en el banco de los recaudadores… Y, ¡asómbrate!, a Pablo, en su afán de acabar con la semilla de los cristianos.